# والنتین چیکو
والنتین چیکو (انگلیسی: Valentin Țicu؛ زادهٔ ۱۹ سپتامبر ۲۰۰۰) بازیکن فوتبال اهل رومانی است.
از باشگاه‌هایی که در آن بازی کرده‌است می‌توان به باشگاه فوتبال پترولول پلویشت اشاره کرد.
وی همچنین در تیم‌های ملی فوتبال زیر ۱۹ سال رومانی و زیر ۲۱ سال رومانی بازی کرده‌است.